# Anavitória (EP)
Anavitória é o primeiro EP do duo brasileiro Anavitória, lançado em 2 de abril de 2015 através do selo Forasteiro. O EP foi produzido pelo músico Jeff Pina.

## Lista de faixas
Todas as faixas produzidas por Tiago Iorc.
| N.º | Título         | Compositor(es)                     | Duração |  |
| 1.  | "Chamego Meu"  | Ana Caetano                        | 3:11    |  |
| 2.  | "Singular"     | Caetano                            | 3:23    |  |
| 3.  | "Tententender" | Duca Leindecker Humberto Gessinger | 3:19    |  |
| 4.  | "Cores"        | Lorena Chaves                      | 2:31    |  |

## Histórico de lançamento
| País   | Data               | Formato          | Gravadora  |
| ------ | ------------------ | ---------------- | ---------- |
| Brasil | 2 de abril de 2015 | Download digital | Forasteiro |